# 克里克 (明尼蘇達州)
克里克（英語：Kerrick，/ˈkɛrɪk/ KERR-ik）是一個位於美國明尼蘇達州派恩縣的城市。

## 人口
根據2020年美國人口普查的數據，克里克的面積為2.57平方千米，皆為陸地。當地共有人口71人，而人口密度為每平方千米28人。